# Bradysia zetterstedti
Bradysia zetterstedti är en tvåvingeart som beskrevs av Werner Mohrig och Menzel 1993. Bradysia zetterstedti ingår i släktet Bradysia och familjen sorgmyggor.
Artens utbredningsområde är Schweiz. Inga underarter finns listade i Catalogue of Life.